# Einzelabschluss
Im Rahmen der Rechnungslegung von Konzernen wird bei der Aufstellung der Bilanz nach der Anzahl an rechtlich selbständigen Unternehmen, die in der Bilanz erfasst werden, zwischen dem Einzelabschluss und dem Konzernabschluss unterschieden. Der Einzelabschluss, der in Deutschland nach den Grundsätzen ordnungsgemäßer Buchführung  (GoB) und HGB erstellt werden muss, berücksichtigt nur ein Unternehmen. Der im handelsrechtlichen Einzelabschluss ermittelte Bilanzgewinn bildet die Grundlage für die Gewinnausschüttung. Bei einer Aktiengesellschaft bestimmt also der Gewinn im Einzelabschluss des Mutterunternehmens über die Höhe der Dividende.
Im Gegensatz dazu werden im Konzernabschluss alle in den sog. Konsolidierungskreis einzubeziehenden Unternehmen zu einem fiktiven Unternehmen zusammengefasst und im Rahmen der Konsolidierung um konzerninterne Vorgänge bereinigt. Kapitalmarktorientierte Unternehmen sind in der EU verpflichtet, ihren Konzernabschluss nach den International Financial Reporting Standards zu erstellen.